# アーミ・アーヴィッコ

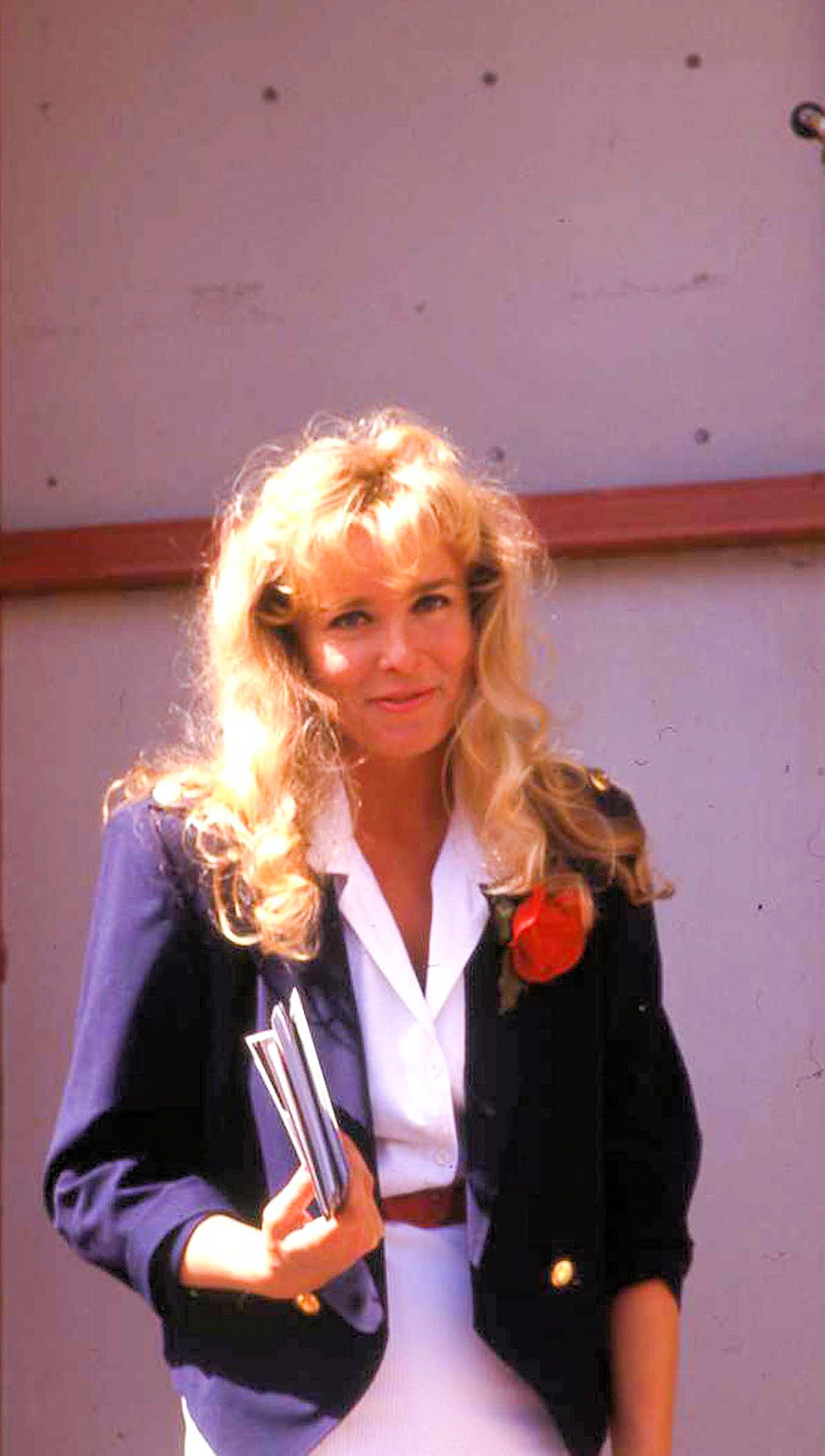
アーミ・アーヴィッコ（1989年）

アーミ・アンヤ・オルヴォッキ・アーヴィッコ（Armi Anja Orvokki Aavikko、1958年9月1日 - 2002年1月2日）はフィンランド出身のモデル、歌手である。

## 生涯
1958年にヘルシンキで生まれ、1977年にはミスフィンランドに選出された。

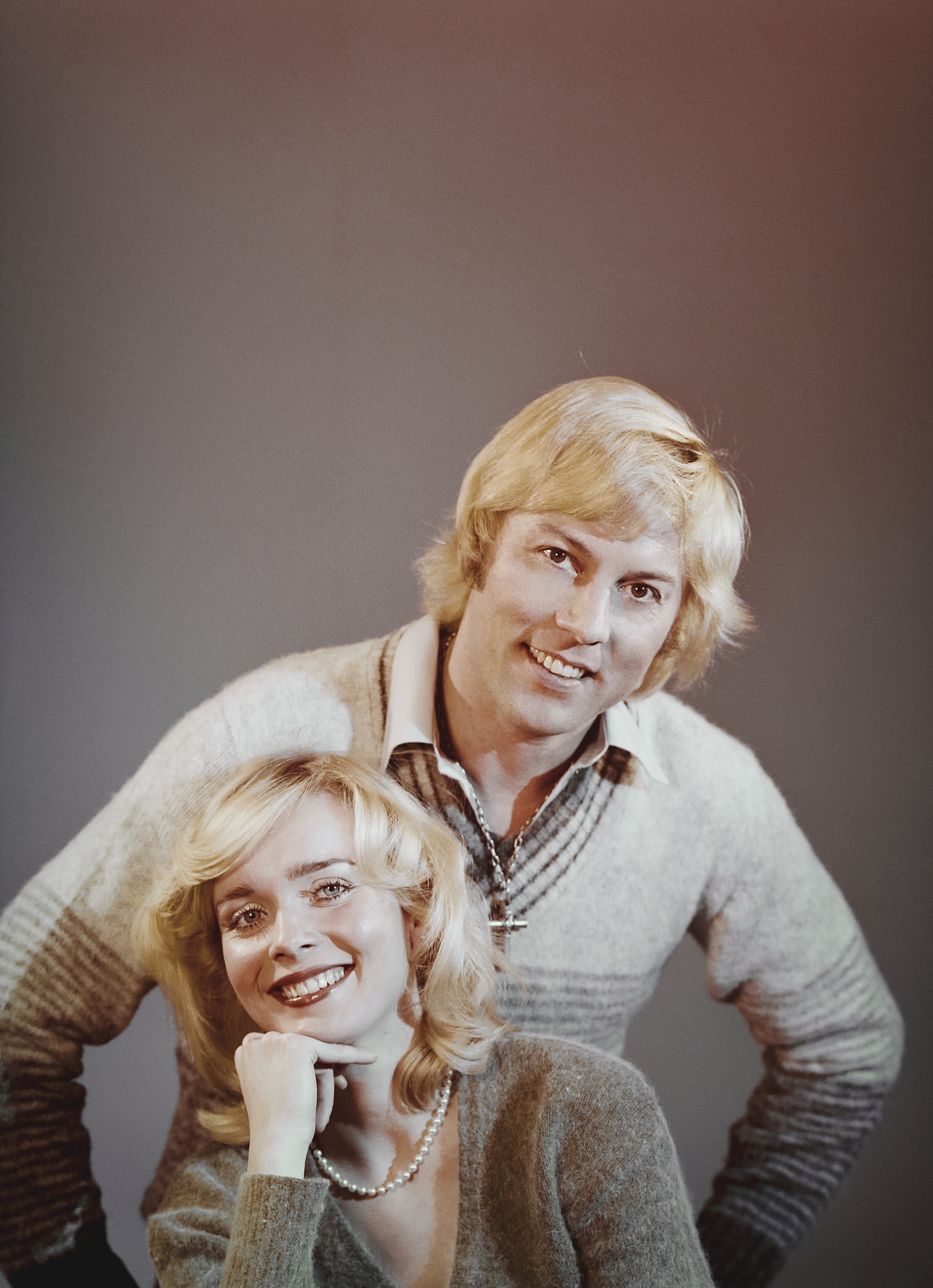
Armi Ja Danny（1979）

歌手としては、イルッカ・リプサネン（通称「Danny」）とのデュエット、「Armi Ja Danny」としての活動で知られている。しかし、アルコール依存症などに苦しんだのが元で1995年を最後にコンビを解消した。

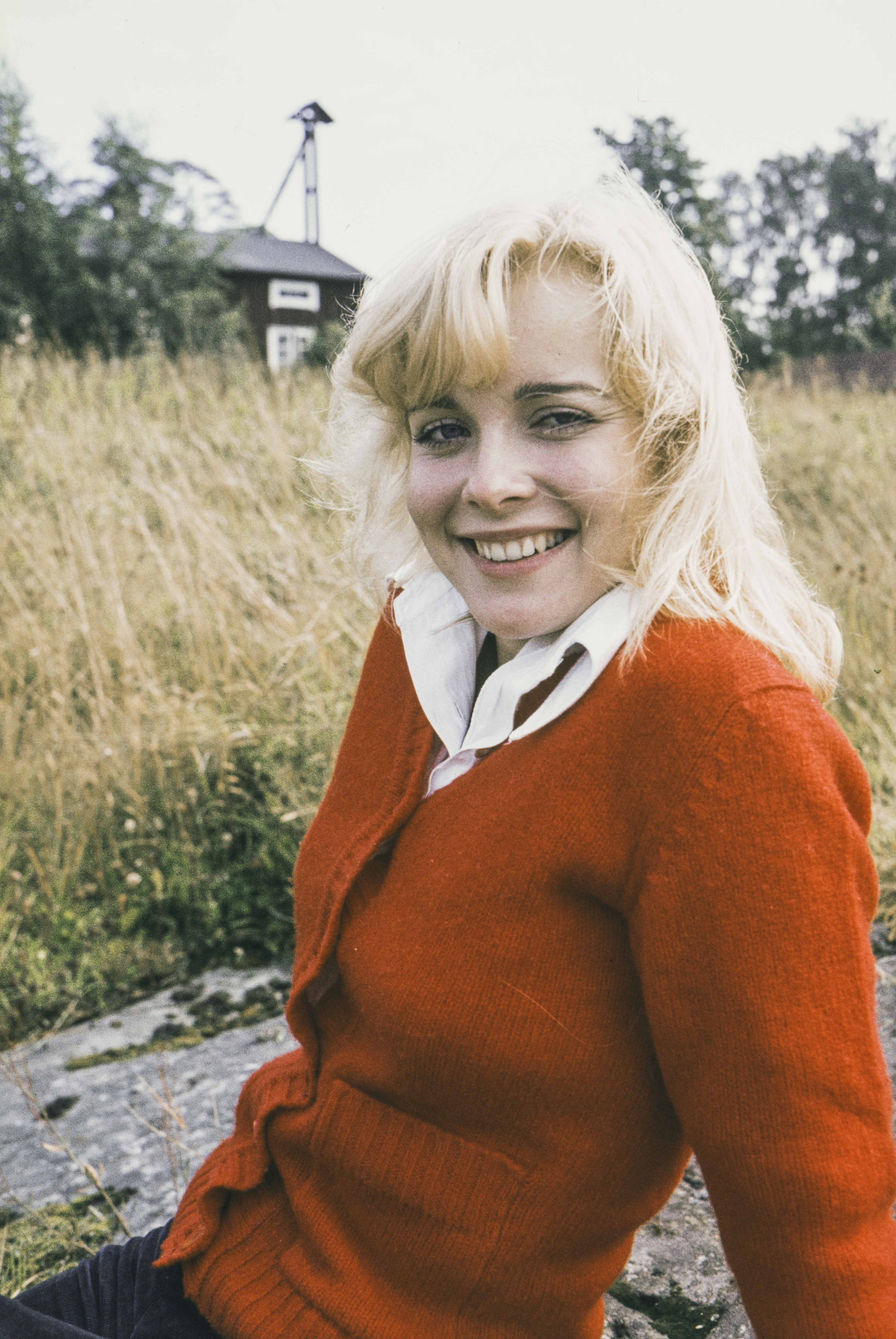
1989年

7年後の2002年、アルコール依存症に起因する肺炎でエスポーにて死去した。
彼女の死後、2006年に「Armi Ja Danny」名義の曲「I Want To Love You Tender（原題:Tahdon olla sulle hellä）」のプロモーションビデオが「世界で一番ダサいPV」として動画共有サイト(ニコニコ動画やYouTube等)を通じてインターネット上で話題となった。

## ディスコグラフィ
- Danny ja Armi (1978)
- Toinen LP (1979)
- Armi (1981)
- Kasetti: Armi ja lemmikit (1993)
- Armi Aavikko (2002)